# Cristel Sandí
Cristel Sabrina Sandí García (San Rafael de Escazú, San José, Costa Rica 23 de enero de 1998) es una futbolista costarricense que juega como Delantera en el Dimas Escazú de la Primera División de Costa Rica.

## Trayectoria

### Dimas Escazú
Cristel debutó con el cuadro de Dimas Escazú en el 2014, desvinculándose en el 2021.

### Deportivo Saprissa
En el 2021 se unió al cuadro morado del Deportivo Saprissa. En el 2022, Sandí participó en la Copa Interclubes de la Uncaf, avanzando hasta la final, enfrentándose al L. D. Alajuelense en el que disputó 57 minutos en la derrota 1-0.

### Atlético de San Luis
El 15 de diciembre de 2022 se unió al Atlético de San Luis de México por un periodo de un año.

## Selección nacional
Debutó con la selección de Costa Rica el 20 de febrero de 2021 en un partido amistoso contra México, Sandí utilizó el dorsal 23, ingresó de cambio al minuto 77, finalizando con la derrota 3-1. Tres días después, ambas selecciones volvieron a enfrentarse, Sandí fue alineada como titular, disputando 67 minutos en el empate 0-0.

## Clubes
| Club                 | País       | Año           |
| -------------------- | ---------- | ------------- |
| Dimas Escazú         | Costa Rica | 2014-2021     |
| Deportivo Saprissa   | Costa Rica | 2021-2022     |
| Atlético de San Luis | México     | 2022-2023     |
| Dimas Escazú         | Costa Rica | 2024-presente |